# Navia (commune)
Pour les articles homonymes, voir Navia.
Navia est une commune (concejo aux Asturies) située dans la communauté autonome des Asturies en Espagne. Capitale et seule ville des paroisses, elle est située au nord-ouest des Asturies, près de l'estuaire formé à l'embouchure de la rivière Navia. Elle est bordée au nord par la mer Cantabrique, au sud par la commune de Villanelle, à l'est par la commune de Valdés et à l'ouest par Coaña. Sa superficie est de 63,12 km² et son littoral de 14 km de long. La population enregistrée est de 8136 habitants (INE, 2023).
C'est l'une des communes où l'on parle l'éonavien (ou galicien-asturien).

## Géographie
Grâce aux conditions géologiques et climatiques favorables, la commune dispose d'une richesse végétale et animale importante et variée. Ainsi, près de la moitié de la superficie correspond à des forêts de pins, d'eucalyptus et de chênes, et dans une moindre mesure aux châtaigniers, noyers, bouleaux et hêtres. En ce qui concerne la vie animale, il convient de souligner l'abondance de la pêche en rivière et en mer qui a toujours été pratiquée mais qui aujourd'hui s'éteint progressivement, donnant lieu à des plans de repeuplement de certaines espèces comme le saumon.

### Paroisses
La commune se compose de 8 paroisses civiles :
- Andés
- Anleo
- Navia
- Piñera
- Polavieja
- Puerto de Vega
- Villanueva
- Villapedre

## Galerie

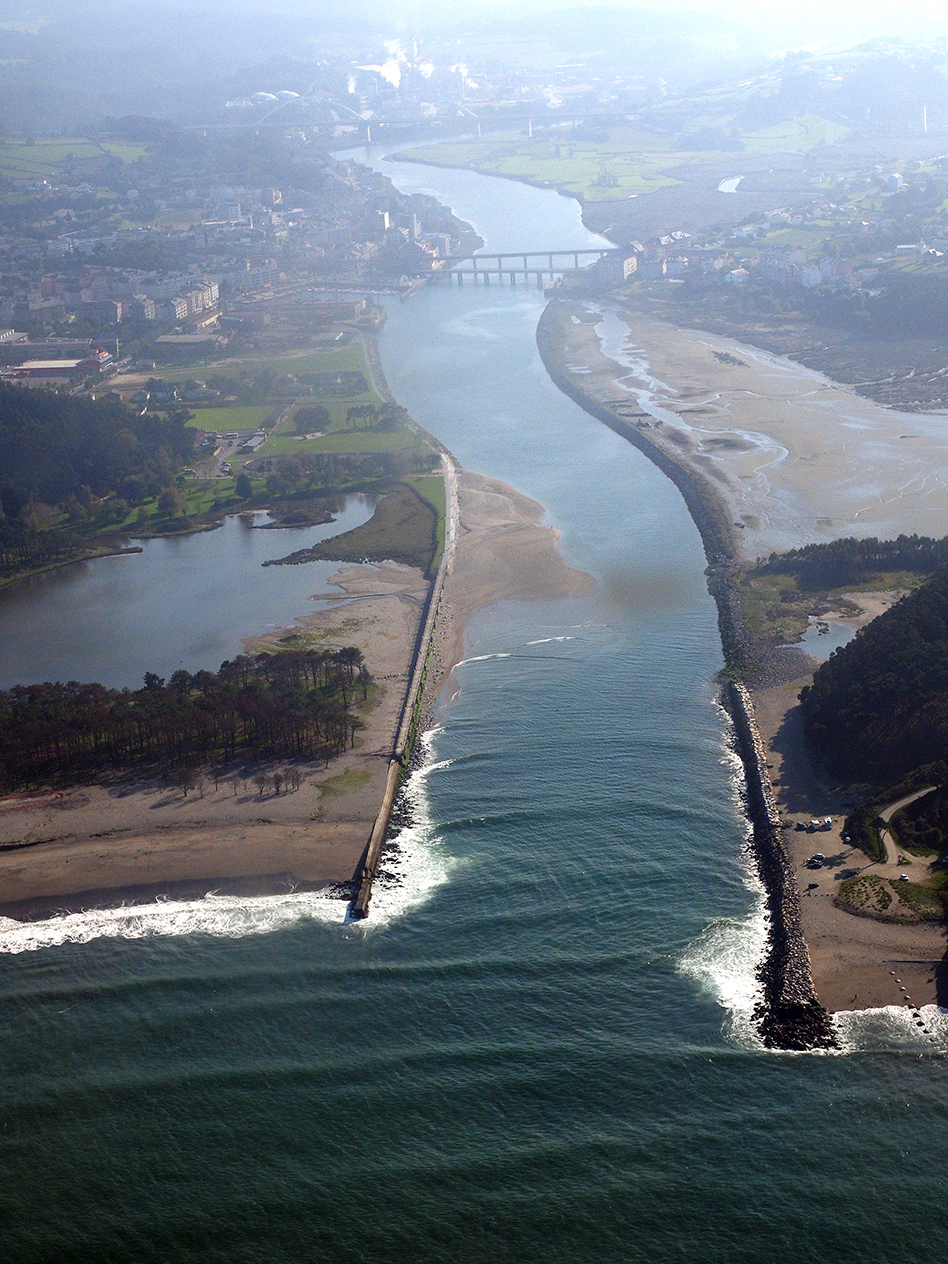
Embouchure de l'estuaire de la rivière Navia.
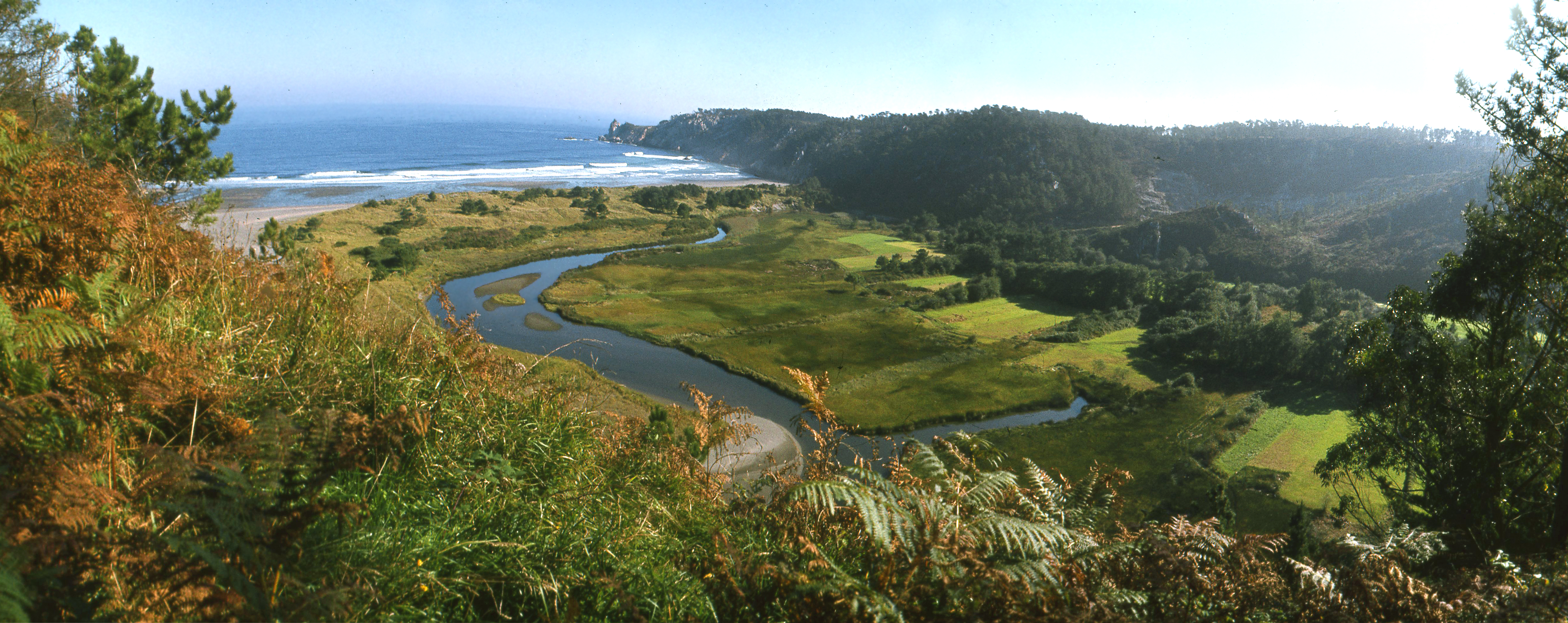
Embouchure de la rivière Barayo entre les communes de Valdés et de Navia.
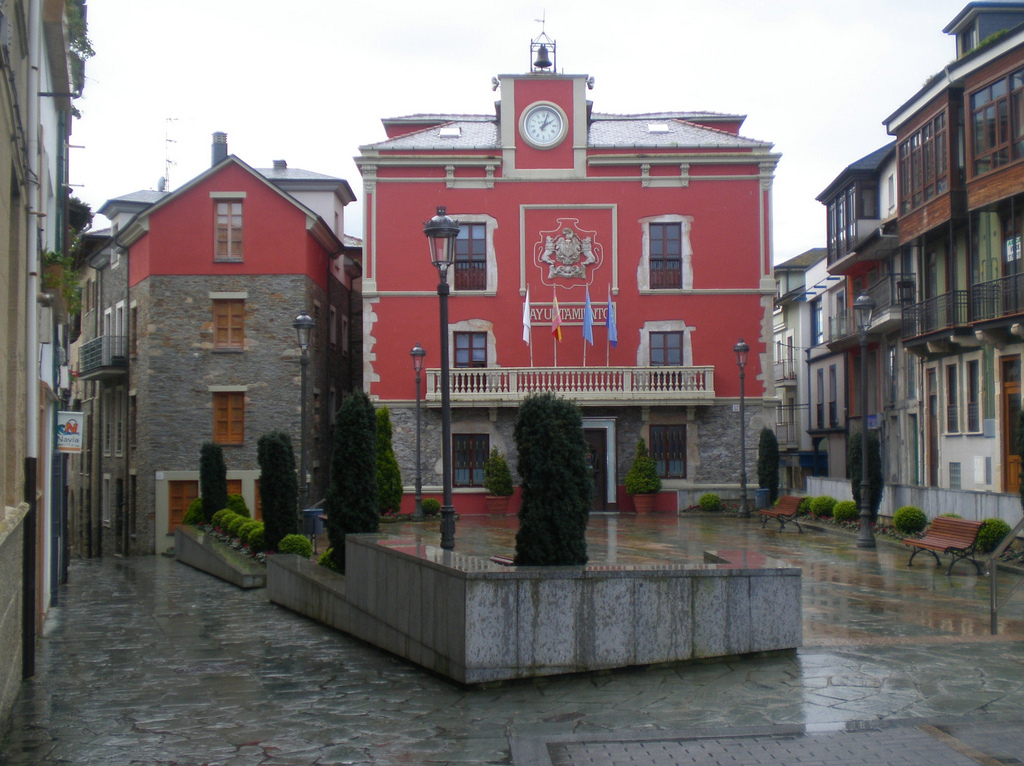
Mairie de Navia.
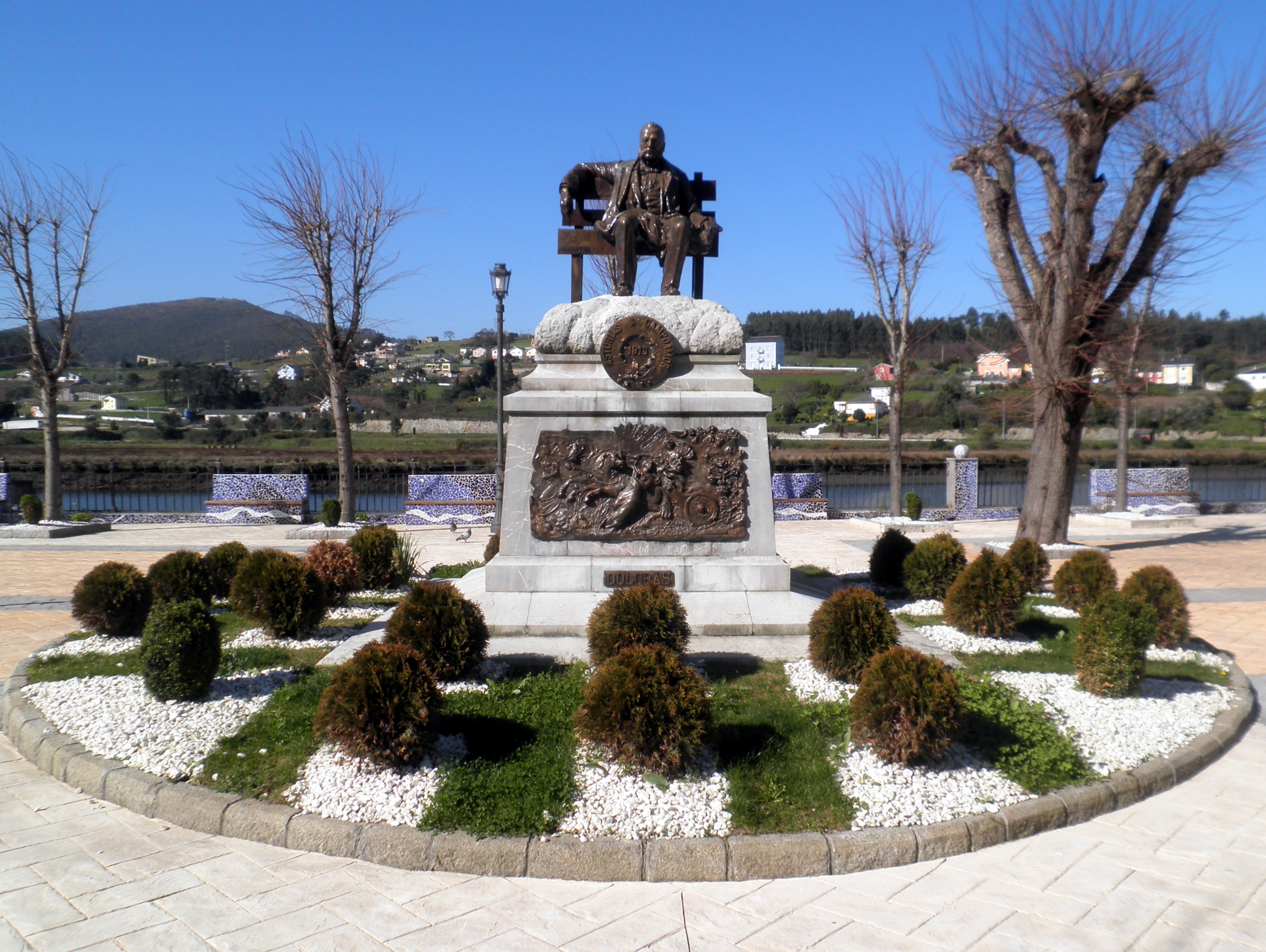
Statue du poète Ramón de Campoamor.